# Bronson, Florida
Bronson är administrativ huvudort i Levy County i den amerikanska delstaten Florida. Levy County grundades 1845 och Levyville utsågs till countyts administrativa huvudort. År 1869 flyttades huvudorten till Bronson. Countyt och den första huvudorten Levyville döptes efter David Levy Yulee som hade en vän som hette Bronson. Den nya huvudorten hette ursprungligen Chunky Pond men döptes om efter senatorns vän.